# Final girl

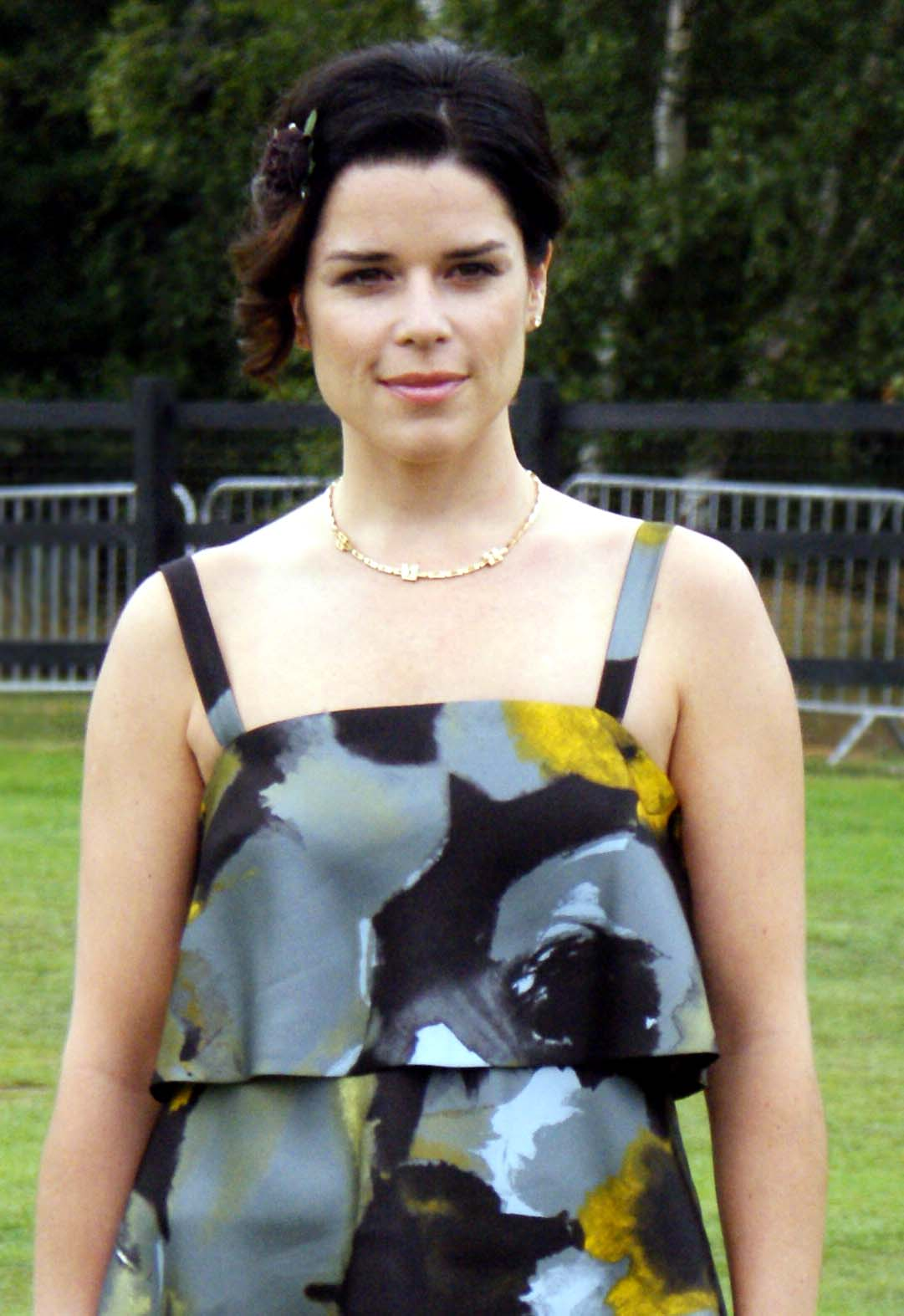
L'attrice canadese Neve Campbell, celebre per aver interpretato il personaggio di Sidney Prescott nella serie cinematografica di Scream

Final girl è una locuzione in lingua inglese con cui viene definito lo stereotipo di un personaggio immaginario femminile che, nei film horror, riesce a sfuggire o sconfiggere l'assassino e a sopravvivere fino alla conclusione della storia. Il termine è stato utilizzato per la prima volta dalla scrittrice statunitense Carol Jeanne Clover nel libro Men, Women, and Chain Saws: Gender in the Modern Horror Film (1992).
Il personaggio della final girl è presente in molti film horror, tra cui si ricordano Non aprite quella porta, Halloween, Venerdì 13, Nightmare, Terrifier, So cosa hai fatto e Scream.

## Descrizione
Le caratteristiche della final girl sono semplici e generalmente si ripetono in ogni film: è la classica ragazza della porta accanto, di una bellezza casta e innocente, sempre posata e gentile e che solitamente si accorge subito prima degli altri che c'è qualcosa che non va. È coraggiosa e determinata e solitamente molto tranquilla, anche se non si lascia intimidire facilmente. Una final girl è ingenua e riflessiva e il più delle volte è vergine o comunque molto riservata su alcuni argomenti. Ha spesso un rapporto particolare con il killer. Dopo aver superato le proprie paure, nei sequel di ogni film, le final girl tendono a cambiare, diventando più adulte e mature. Comincia così una nuova fase della loro vita in cui sono diverse, più sicure di loro stesse e delle loro capacità.

## Lista di final girl
- Greta Schröder è Ellen Hutter in Nosferatu il vampiro (1922)
- Mae Clarke è Elizabeth Lavenza in Frankenstein (1931)
- Helen Chandler è Mina Murray in Dracula (1931)
- Grace Kelly è Lisa Freemont in La finestra sul cortile (1954)
- Julie Adams è Kay Lawrence in Il mostro della laguna nera (1954)
- Kim Novak è Madeleine Elster in La donna che visse due volte (1958)
- Vera Miles è Lila Crane Psyco (1960)
- Barbara Steele è Katia Vajda in La maschera del demonio (1960); Betts in Il demone sotto la pelle (1975)
- Tippi Hedren è Melanie Daniels in Gli uccelli (1963)
- Helen Hovey è Doris Page in The Sadist (1963)
- Audrey Hepburn è Susy Hendrix in Gli occhi della notte (1967)
- Judith O'Dea è Barbara in La notte dei morti viventi (1968)
- Adrienne Corri è sig.ra Alexander in Arancia meccanica (1971)
- Linda Blair è Regan MacNeil in L'esorcista (1973) e L'esorcista II - L'eretico (1977); Rachel Bryant in Summer of Fear (1978); Marti Gaines in Hell Night (1981)
- Marilyn Burns è Sally Hardesty in Non aprite quella porta (1974)
- Olivia Hussey è Jess Bradford in Black Christmas - Un Natale rosso sangue (1974)
- Daria Nicolodi è Gianna Brezzi in Profondo rosso (1975); Ann in Tenebre (1982); Mira in Opera (1987)
- Lorraine Gary è Ellen Brody in Lo squalo (1975), Lo squalo 2 (1978) e Lo squalo 4 - La vendetta (1987)
- Lee Remick è Katherine Thorn in Il presagio (1976)
- Amy Irving è Sue Snell in Carrie - Lo sguardo di Satana (1976) e Carrie 2 - La furia (1999)
- Jessica Harper è Suzy Bannion in Suspiria (1977)
- Charlotte Stewart è Mary X in Eraserhead - La mente che cancella (1977)
- Susan Lanier è Brenda Carten in Le colline hanno gli occhi (1977)
- Heather Menzies è Maggie McKeown in Piraña (1978)
- Jamie Lee Curtis è Laurie Strode/Cynthia Myers in Halloween - La notte delle streghe (1978), Il signore della morte (1981), Halloween - 20 anni dopo (1998), Halloween (2018), Halloween Kills (2021) e Halloween Ends (2022); Kim in Non entrate in quella casa (1980); Alana Maxwell in Terror Train (1980); Elizabeth Solley in Fog (1980)
- Carol Kane è Jill Johnson in Quando chiama uno sconosciuto (1979)
- Margot Kidder è Kathy Lutz in Amityville Horror (1979)
- Sigourney Weaver è Ellen Ripley in Alien (1979), Aliens - Scontro finale (1986), Alien³ (1992) e Alien - La clonazione (1997)
- Irene Miracle è Rose Elliot in Inferno (1980)
- Adrienne King è Alice Hardy in Venerdì 13 (1980)
- Elizabeth Berridge è Amy Harper in Il tunnel dell'orrore (1981)
- Sharon Stone è Lana Marcus in Benedizione mortale (1981)
- Amy Steel è Ginny Field in L'assassino ti siede accanto (1981); Kit in Pesce d'aprile (1986)
- Adrienne Barbeau è Alice Cable in Il mostro della palude (1982)
- Dana Kimmell è Chris in Week-end di terrore (1982)
- Robin Stille è Valerie in The Slumber Party Massacre (1982)
- Susan Glaze è Susie in Sleepaway Camp (1983)
- Kate McNeil è Katherine Rose in Non entrate in quel collegio (1983)
- Katherine Kamhi è Meg in Sleepway Camp (1983)
- Dee Wallace è Donna Trenton in Cujo (1983); Helen Brown in Critters (1986)
- Alexandra Paul è Leigh Cabot in Christine - La macchina infernale (1983)
- Linda Hamilton è Sarah Connor in Terminator (1984), Terminator 2 - Il giorno del giudizio (1991) e Terminator - Destino oscuro (2019)
- Heather Langenkamp è Nancy Thompson in Nightmare - Dal profondo della notte (1984), Nightmare 3 - I guerrieri del sogno (1987) e Nightmare - Nuovo incubo (1994)
- Kimberly Beck è Trish Jarvis in Venerdì 13 - Capitolo finale (1984)
- Phoebe Cates è Kate Biringer in Gremlins (1984) e Gremlins 2 - La nuova stirpe (1990)
- Jennifer Connelly è Jennifer Corvino in Phenomena (1985)
- Mary Stavin è Tanya in Chi è sepolto in quella casa? (1985)
- Melanie Kinnaman è Pam in Venerdì 13: il terrore continua (1985)
- Barbara Crampton è Megan Halsey in Re-Animator (1985)
- Jennifer Cooke è Megan Garris in Venerdì 13 parte VI - Jason vive (1986)
- Geena Davis è Veronica Quaife in La mosca (1986)
- Joan Allen è Reba McClane in Manhunter - Frammenti di un omicidio (1986)
- Isabella Rossellini è Dorothy Vallens in Velluto blu (1986)
- Kristy Swanson è Samantha Pringle in Dovevi essere morta (1986); Buffy Summers in Buffy l'ammazzavampiri (1992)
- Patricia Arquette è Kristen Parker in Nightmare 3 - I guerrieri del sogno (1987); Alice Wakefield in Strade perdute (1997)
- Elpidia Carrillo è Anna in Predator (1987)
- Crystal Bernard è Courtney Bates in Slumber Party Massacre II (1987)
- Ashley Laurence è Kirsty Cotton in Hellraiser (1987), Hellbound: Hellraiser II - Prigionieri dell'Inferno (1988), Hellraiser III (1992) e Hellraiser: Hellseeker (2002)
- Lisa Wilcox è Alice Johnson in Nightmare 4 - Il non risveglio (1988) e Nightmare 5 - Il mito (1989)
- Lar Park-Lincoln è Tina Shepard in Venerdì 13 parte VII - Il sangue scorre di nuovo (1988)
- Catherine Hicks è Karen Barclay in La bambola assassina (1988)
- Shawnee Smith è Meg Penny in Blob - Il fluido che uccide (1988); Amanda Young in Saw - L'enigmista (2004), Saw II - La soluzione dell'enigma (2005), Saw III - L'enigma senza fine (2006), Saw IV (2007), Saw V (2008), Saw VI (2009) e Saw 3D - Il capitolo finale (2010)
- Cathy Tyson è Marielle Duch in Il serpente e l'arcobaleno (1988)
- Jensen Daggett è Rennie Wickham in Venerdì 13 parte VIII - Incubo a Manhattan (1989)
- Cami Cooper è Allison in Sotto shock (1989)
- Christine Elise è Kyle Simpson in La bambola assassina 2 (1990)
- Julia Roberts è Rachel Mannus in Linea mortale (1990)
- Emily Perkins è Beverly Marsh in It (1990); Brigitte Fitzgerald in Licantropia Evolution (2000)
- Annette O'Toole è Beverly Marsh in It (1990)
- Kate Hodge è Michelle in Non aprite quella porta - Parte 3 (1990)
- Reba McEntire è Heather Gummer in Tremors (1990)
- Finn Carter è Rhonda LeBeck in Tremors (1990)
- Lezlie Deane è Tracey in Nightmare 6 - La fine (1991)
- Allison Joy Langer è Alice in La casa nera (1991)
- Lisa Zane è Maggie Burroughs/Katherine Krueger in Nightmare 6 - La fine (1991)
- Jodie Foster è Clarice Starling in Il silenzio degli innocenti (1991)
- Sheryl Lee è Laura Palmer in Fuoco cammina con me (1992)
- Virginia Madsen è Helen Lyle in Candyman - Terrore dietro lo specchio (1992)
- Gabrielle Anwar è Marti Malone in Ultracorpi - L'invasione continua (1993)
- Jennifer Aniston è Tory Reding in Leprachaun (1993)
- Kari Keegan è Jessica Kimble in Jason va all'inferno (1993)
- Renée Zellweger è Jenny in Non aprite quella porta IV (1994)
- Rochelle Davis è Sarah Mohr in Il corvo - The Crow (1994)
- Julie Carmen è Linda Styles in Il seme della follia (1994)
- Angela Bassett è Rita Veder in Vampiro a Brooklyn (1995)
- Marg Helgenberger è Laura Baker in Specie mortale (1995)
- Jada Pinkett Smith è Jeryline in Il cavaliere del male (1995)
- Neve Campbell è Sidney Prescott in Scream (1996), Scream 2 (1997), Scream 3 (2000), Scream 4 (2011) e Scream (2022)
- Courteney Cox è Gale Weathers in Scream (1996), Scream 2 (1997), Scream 3 (2000), Scream 4 (2011), Scream (2022) e Scream VI (2023)
- Robin Tunney è Sarah Bailey in The Craft (1996)
- Jennifer Lopez è Terri Flores in Anaconda (1997)
- Wendy Benson è Shannon Amber in Wishmaster (1997)
- Jennifer Love Hewitt è Julie James in So cosa hai fatto (1997) e Incubo finale (1998)
- Jordana Brewster è Delilah Profitt in The Faculty (1998)
- Alicia Witt è Natalie Simon in Urban Legend (1998)
- Toni Collette è Lynn Sear in The Sixth Sense - Il sesto senso (1998); Sarah Engel in Krampus (2015); Annie Graham in Hereditary - Le radici del male (2018)
- Rachel Weisz è Evelyn Carnahan in La mummia (1999)
- Lisa Ryder è Kay-Em 14 in Jason X (2001)
- Monica Keena è Lori Campbell in Freddy vs. Jason (2003)
- Kiana Madeira è Serena Johnson in Fear Street Parte 1: 1994 (2021), Fear Street Parte 2: 1978 (2021) e Fear Street Parte 3: 1666 (2021)
- Sadie Sink è Ziggy Berman in Fear Street Parte 2: 1978 (2021) e Fear Street Parte 3: 1666 (2021)
- Hayden Panettiere è Kirby Reed in Scream 4 (2011) e Scream VI (2023)
- Melissa Barrera è Samantha "Sam" Carpenter in Scream (2022) e Scream VI (2023); Joey/Ana Lucía Crux in Abigail (2024)
- Jenna Ortega è Tara Carpenter in Scream (2022) e Scream VI (2023)
- Jasmin Savoy Brown è Mindy Meeks in Scream (2022) e Scream VI (2023)
- Naomi Watts è Rachel Keller in The Ring (2002) e in The Ring 2 (2005)
- Angelica Lee è Wong Kar Mun The Eye (2002)
- Bianca Kajlich è Sara Moyer in Halloween - La resurrezione (2002)
- Eliza Dushku è Jessie Burlingame in Wrong Turn (2003); Megan Paige in The Alphabet Killer (2008); Monica Wright in The Coverup (2008); Erica in Open Graves (2009)
- Jessica Biel è Erin in Non aprite quella porta (2003)
- Sarah Michelle Gellar è Karen Davies in The Grudge (2004); Joanna Mills in L'incubo di Joanna Mills (2006)
- Rachel McAdams è Lisa Reiser in Red Eye (2005)
- Kristen Bell è Mattie Webber in Pulse(2006)
- Katie Cassidy è Kelli Presely in Black Christmas - Un Natale rosso sangue (2006)
- Elisha Cuthbert è Carly Jones in La maschera di cera (2005)
- Scout Taylor-Compton è Laurie Strode/Angel Myers in Halloween - The Beginning (2007) e Halloween II (2009)
- Cassie Kramer è Helen Lyle / Caroline Sullivan in Candyman (2021)
- Jennifer O'Neil è Kim Obrist in ScannersScanners (1981)
- Kelli Maroney è Allison Parks in Supermarket horror (1986)
- Erin Daniels è Denise Willis in La casa dei 1000 corpi (2003)
- Brittany Murphy è Jody Marken in Cherry Falls (2000)
- Caroline Williams è Julia "Stretch" Brock in Non aprite quella porta - Parte 2 (1986)
- Lori Hallier è Sarah Palmer in My Bloody Valentine (1981)
- Mia Farrow è Rosmery Woodhouse in Rosemary's Baby - Nastro rosso a New York (1968)
- Jane Levy è Mia Allen in La casa (2013)
- Kate Siegel è Maddie in Il terrore del silenzio (2016)
- Kristen Connolly è Dana Polk in Quella casa nel bosco (2011)
- Samara Weaving è Grace Les Domas in Finché morte non ci separi (2019)
- Maika Monroe è Jay Height in It Follows (2014)
- Anya Taylor-Joy è Casey Cooke in Split (2016) e Glass (2019)
- Sharni Vinson è Erin Harson in You're Next (2011)
- Samantha Scaffidi è Victoria in Terrifier (2016)
- Abigail Breslin è Veronica in Final Girl (2015)
- Taissa Farmiga è Max Cartwright in The Final Girls (2015); Suor Irene Palmer in The Nun - La vocazione del male (2018) e The Nun II (2023)
- Jessica Rothe è Tree Gelman in Auguri per la tua morte (2017) e Ancora auguri per la tua morte (2019)
- Ali Larter è Clear Rivers in Final Destination (2000)
- Shauna Macdonald è Sarah Carter in The Descent - Discesa nelle tenebre (2005)
- Heather O'Rourke è Carol Anne Freeling in Poltergeist - Demoniache presenze (1982), Poltergeist II - L'altra dimensione (1986) e Poltergeist III - Ci risiamo (1988)
- Milla Jovovich è Alice in Resident Evil (2002), Resident Evil: Apocalypse (2004), Resident Evil: Extinction (2007), Resident Evil: Afterlife (2010), Resident Evil: Retribution (2012) e Resident Evil: The Final Chapter (2016)
- Katrina Bowden è Allison in Tucker & Dale vs. Evil (2010)
- Manuela Velasco è Ángela Vidal in Rec (2007), Rec 2 (2009) e Rec 4: Apocalypse (2014)
- Natasha Henstridge è Mellanie Ballard in Ghosts of Mars (2001)
- Maika Monroe è Anna Paterson in The Guest (2014)
- Krista Allen è Tuffy in Feast (2005)
- Angela Goethals è Taylor Gentri in Behind the Mask - Vita di un serial killer (2006)
- Mia Wasikowska è Edith Cushing in Crimson Peak (2015)
- Lupita Nyong'o è Red in Noi (2019)
- Kathryn Newton è Millie Kesler in Freaky (2021)
- Teresa Palmer è Rebecca in Lights Out - Terrore nel buio (2016)
- Vera Farmiga è Lorraine Warren in L'evocazione (2013), Il caso Enfield (2016), Annabelle 3 (2019) e Per ordine del diavolo (2021)
- Elle Fanning è Jesse in The Neon Demon (2016)
- Liv Tyler è Kristen McKay in The Strangers (2008)
- Bailee Madison è Kinsey in The Strangers: Prey at Night (2018)
- Carmen Ejogo è Eva Sanchez in Anarchia - La notte del giudizio (2014)
- Elizabeth Mitchell è Charlie Ron in The Purge: Election Year (2016)
- Taylor Russell è Zoey Davis in Escape Room (2019) e Escape Room 2 - Gioco mortale (2021)
- Elizabeth Lail è Quinn Harris in Countdown (2019)
- Diana Silvers è Maggie in Ma (2019)
- Camille Rowe è Tina in The Deep House (2021)
- Florence Pugh è Dani in Midsommar (2019)
- Naomie Harris è Selena in 28 giorni dopo (2002)
- Rose Byrne è Scarlet in 28 settimane dopo (2007)
- Mary-Louise Parker è Molly Graham in Red Dragon (2002)
- Julianne Moore è Clarice Starling in Hannibal (2001)
- Laurie Holden è Amanda Donftey in The Mist (2007)
- Emily Blunt è Evelyn Abbott in A Quiet Place (2018)
- Emily Blunt è Evelyn Abbott in A Quiet Place II (2021)
- Gina Philips è Patricia Jenners in Jeepers Creepers - Il canto del diavolo (2001) e Jeepers Creepers 3 (2017)
- Laura Harring è Rita in Mulholland Drive (2001)
- Laura Dern è Nikki Grace in Inland Empire - L'impero della mente (2006)
- Ruby Rose è Jaxx Herd in The Meg (2018)
- Linda Cardellini è Anna Tate-Garcia in La Llorona - Le lacrime del male (2019)
- Andrea Riseborough è Detective Muldoon in The Grudge (2020)
- Emma Roberts è Madison Montgomery in American Horror Story (2014) e American Horror Story: Apocalypse (2018)
- Emma Roberts è Chanel Oberlin in Scream Queens (2015) e Scream Queens 2 (2016)
- Kristen Harris è Naomi in Look Away - Lo sguardo del male (2018)
- Lucy Hale è Olivia Barron in Obbligo o verità (2018)
- Sophia Lillis è Beverly Marsh in It - Capitolo uno (2017)
- Jessica Chastain in It - Capitolo due (2019)
- Christina Ricci è Ellie Hudson in Cursed - Il maleficio (2005)
- Michelle Rodriguez è Nicki in The Breed - La razza del male (2006)
- Olivia DeJonge è Ashley in Safe Neighborhood (2016)
- Anna Paquin è Laurie in La vendetta di Halloween (2007)
- Lupita Nyong'o è Miss Caroline in Little Monsters (2019)
- Whitney Moore è Nathalie in Birdemic (2010)
- Lin Shaye è Elise Rainier in Insidious (2010) Oltre i confini del male - Insidious 2 (2013) Insidious 3 - L'inizio (2015) e Insidious - L'ultima chiave (2018) Insidious 5 (2022)
- Bathsheba Garnett è Thomasin in The Witch (2015)
- Kelly Reilly è Jenny Greengrass in Eden Lake (2008)
- Alison Lohman è Christine Brown in Drag Me to Hell (2009)
- Sara Paxton è Mari Collingwood in L'ultima casa a sinistra (2009)
- Catherine Parker è Callie Russell in Absentia (2011)
- Kiana Madeira è Deena Johnson in Fear Street (2021)
- Jenna Ortega è Phoebe in The Babysitter (2020)
- Madeline Brewer è Alice in Cam (2018)
- Kiera Allen è Chloe Sherman in Run (2018)
- Thomasin McKenzie è Maddox Cappa in Old (2021)
- Rosario Dawson è Abernathy in Grindhouse - A prova di morte (2007)
- Marley Shelton è Kate Davies in Valentine - Appuntamento con la morte (2001)
- Lauren Cohan è Greta Evan in The Boy (2016)
- Sydney Park è Makani Young in There's Someone Inside Your House (2021)
- Elisabeth Moss è Cecilia Kass in L'uomo invisibile (2020)
- Megan Fox è Emma Davenport in Till Death (2021)
- Lilyan Chauvin è Mother Superior in Natale di sangue (1984)
- Anya Taylor-Joy è Thomasin in The Witch (2015)
- Shannyn Sossamon è Beth Raymond in Chiamata senza risposta (2008)
- Camilla Belle è Jill Johnson in Chiamata da uno sconosciuto (2006)
- Sarah Butler è Jennifer Hills in I Spit on Your Grave (2010)
- Jemma Dallender è Katie Carter in I Spit on Your Grave 2 (2013)
- Jamie Bernadette è Christy Hills in I Spit on Your Grave: Deja Vu (2019)
- Radha Mitchell è Rose Da Silva in Silent Hill (2006)
- Jordan Ladd è Karen in Cabin Fever (2002)
- Harley Jane Kozak è Molly Jennings in Arachnophobia (1990)
- Katharine Isabelle è Mary Mason in American Mary (2012)
- Elisha Cuthbert è Carly Jones in La maschera di cera (2005)
- Cécile de France è Marie in High Tension (2003)
- Mia Goth è Maxine Minx in X: A Sexy Horror Story (2022) e MaXXXine (2024)
- Camille Keaton è Jennifer Hills in I Spit on Your Grave (1978)
- Briana Evigan è Kelly Taylor in Burning Bright (2010)
- Nicole Kidman è Grace Stewart in The Others (2001)
- Katie Featherston è Katie in Paranormal Activity (2007)
- Lina Leandersson è Eli in Let the Right One In (2008)
- Emily Browning è Babydoll in Sucker Punch (2011)
- Abigail Breslin è Little Rock in Zombieland (2009)
- Kristen Stewart è Jess Solomon in The Messengers (2007)
- Kate Beckinsale è Selene in Underworld (2003)
- Shannon Elizabeth è Kathy Kriticos in I tredici spettri (2001)
- Kandyse McClure è Sue Snell in Carrie (2002)
- Angela Bettis è Carrie White in Carrie (2002)
- Stephanie Rodi è Alice Hardy in Venerdì 13 (2009)
- Amanda Righetti è Whitney Miller in Venerdi 13 (2009)
- Gabriella Wilde è Sue Snell in Lo sguardo di Satana - Carrie (2013)
- Keke Palmer è Emerald Haywood in Nope (2022)
- Amber Midthunder è Naru in Prey (2022)
- Nell Velarque è Jessica in Thanksgiving (2023)
- Addison Rae è Gabby in Thanksgiving (2023)
- Anya Taylor-Joy è Margot in The Menu (2022)
- Lauren LaVera è Sienna Shaw in Terrifier 2 (2022) e Terrifier 3 (2024)

## Controparte maschile
Il maschile di tale termine è Final man (o Final boy), che però si distacca dalla figura femminile, in quanto il final man è colui che riesce a sopravvivere o che uccide l'assassino, ma può anche avere un ruolo secondario, mentre la final girl ha principalmente un ruolo protagonista.